# بری‌هم، اومیا
بری‌هم (به سوئدی: Berghem) یک منطقهٔ مسکونی در سوئد است که در بخش اومیا واقع شده‌است.